# Anguila americana

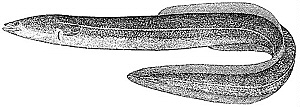
Anguila americana

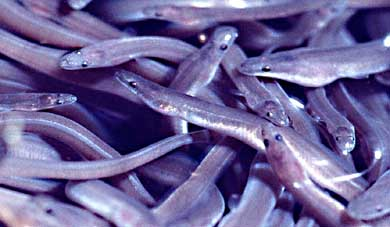
Exemplars immadurs

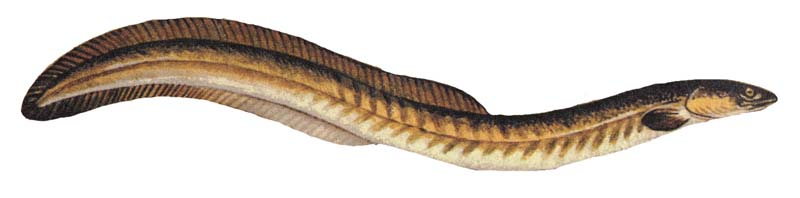
Dibuix detallat

L'anguila americana (Anguilla rostrata) és una espècie de peix pertanyent a la família dels anguíl·lids.

## Descripció
- La femella pot atènyer a 122cm de llargària màxima i el mascl 152 cm (normalment, en fa 50)
- Pes màxim: 7.330 g.
- Cap més aviat llarg.
- Ulls petits.
- Llavis gruixuts.
- Aleta caudal arrodonida i unida a les aletes dorsal i anal.
- Nombre de vèrtebres: 103-111.[1]
- Pot assolir els 43 anys.[2]

## Reproducció
Migra a la tardor a la mar dels Sargassos per a fresar.

## Alimentació
Menja larves d'Ephemeroptera, Odonata, Plecoptera, Coleoptera, Trichoptera i Lepidoptera, així com gastròpodes, oligoquets, amfípodes, isòpodes, Mysida i peixos (pèrcids, ciprínids, ictalúrids, catostòmids i anguíl·lids).

## Depredadors
Al Canadà és depredat pel mascarell comú (Morus bassanus) i als Estats Units pel llobarro atlàntic ratllat (Morone saxatilis), el tauró gris (Carcharhinus plumbeus) i el solraig (Isurus oxyrinchus).

## Hàbitat
És un peix d'aigua dolça, salabrosa i marina; demersal; catàdrom i de clima subtropical (4 °C-25 °C; 66°N-7°N, 98°W-21°W) que viu fins a 464 m de fondària.

## Distribució geogràfica
Es troba a l'oceà Atlàntic: des de Groenlàndia, i al llarg de les costes del Canadà i els Estats Units, fins a Panamà, les Índies Occidentals i l'illa de Trinitat.

## Observacions
És inofensiu per als humans.